# 學園奶爸
《學園奶爸》是時計野針所創作的日本漫畫作品。現於《LaLa》連載中。

## 故事大綱
鹿島龍一和年幼的弟弟鹿島虎太郎因一場空難失去了雙親，兄弟倆被一樣在同場空難失去兒子和媳婦的森之宮學園理事長收養，但交換條件卻是龍一必須在學園裡的褓母室擔任褓母……

## 登場人物
- 聲優以電視動畫版為主。

### 主要人物
鹿島龍一（聲：西山宏太朗／梶裕貴（Drama CD）（日本）；陳灝瑋（香港））
生日7月30日。
本作男主角。雙親遇難去世後攜弟弟虎太郎一同住進森之宮學園理事長的家中並開始了兼顧褓母社的學園生活。性格認真開朗，十分寵愛弟弟虎太郎。處事柔和，一旦遇到戀愛相關的事情就會顯得格外慌張。照顧孩子之餘也不忘用功學習，溫和的個性深受小孩子歡迎的同時亦在女同學間維持著一定的人氣但本人無自覺。因熊塚老師的緣故，意外發現龍一非常適合扮女裝。
鹿島虎太郎（聲：古木望／高本惠（Drama CD）（日本）；羅孔柔（香港））
龍一的弟弟。性情老實，反應遲鈍，擅於忍耐而鮮少哭鬧，鍾愛閱讀繪本，喜歡聖女番茄跟草莓。最喜歡哥哥龍一且很黏他，很喜歡窩在哥哥的懷裡，在驚覺「哥哥被搶走」或「哥哥被欺負」時會一個人默默露出彷彿世界末日的表情。和龍一一樣待人溫和，對任何事都很有恆心，在褓母社的小夥伴間，維持著一定的人氣，而且觀察力、記憶力極佳。
狼谷隼（聲：梅原裕一郎（日本）；關令翹（香港））
血型B型，174公分，生日11月5日。
龍一的友人兼同班同學，同屬棒球社與褓母社。棒球社的王牌，基本上運動萬能，深受女孩子們歡迎。性格隨母親般直接，外表則和父親相似冷酷兇狠，實際上內在是個正直耿介的好人。照顧孩童偏向恐怖管教，不管哪個孩子都逃不過他的鐵拳，最常用拳頭教訓鷹，但依然是個負責任的稱職兄長。
狼谷鷹（聲：三瓶由布子（日本）；林元春（香港））
隼的弟弟。調皮搗蛋的孩子王，其實是個愛哭鬼，雖然任性，但本性正直善良；十分憧憬隼，不管被揍幾次，依舊認為最帥的人是隼。冀望自己長大後能成為像哥哥一樣帥氣的人。喜歡草莓，最珍視的東西是一把玩具寶劍。喜歡英雄。
熊塚奇凜（聲：小原好美／竹達彩奈（Drama CD）（日本）；凌晞（香港））
比起其他孩子，許是因為是女孩的關係更為早熟，好奇心旺盛的活潑女孩。喜愛扮家家酒，懂事而貼心，最喜歡溫柔的媽媽。因缺少年齡相仿的同性玩伴而感到孤單，後以此為契機與根津家的恭子交好。
狸塚拓馬（聲：齋藤彩夏（日本）；張頌欣（香港））
數馬的雙胞胎哥哥，和媽媽一樣總是笑嘻嘻的。性格開朗活潑，臉上總是掛著大大的笑容，在和數馬之間屬於主動型；看起來無憂無慮，實際上希望成為能讓數馬安心的好哥哥。崇拜隼，最喜歡數馬及媽媽。
狸塚數馬（聲：種崎敦美（日本）；葉曉欣（香港））
拓馬的雙胞胎弟弟，和爸爸一樣總是哭啼啼的。性格怯弱內向，很怕生，很依賴拓馬，兩人總是形影不離，一旦和拓馬分開就會開始掉淚。崇拜隼，最喜歡拓馬及爸爸。
猿渡美鳥（聲：本渡楓（日本）；何璐怡（香港））
褓母室裡年紀最小的嬰兒。朝氣十足的好動寶寶，平時主要由兔田負責照顧。第一個喊出的單詞是「兔兔」（兔田），這點令猿渡老師有些小吃醋。
兔田義仁（聲：前野智昭（日本）；陳耀楠（香港））
褓母室的職員。為人懶散，時常睡覺偷懶，看似漫不經心其實很有才能，擅長照顧他人，總能在眾人遇到困難時想出一些奇妙的方法解決疑難。手藝精巧，受到過去的恩師影響對教育深感興趣。意外地和犀川成為酒友。

### 教職員
森之宮羊子（聲：宮寺智子（日本）；袁淑珍（香港））
森之宮學園理事長。為人節儉且厭惡浪費，特徵為一頭蓬蓬的頭髮。兒子和兒媳婦罹難後收養了無依無靠的鹿島兄弟，對兩人十分嚴格而充滿關愛，待他們如自己的親生骨肉。容易害羞，刀子嘴豆腐心。常為逝世的兒子的書房打掃。
犀川惠吾（聲：小野大輔（日本）；麥皓豐（香港））
理事長的秘書。家事萬能，平時總是閉著眼睛且面無表情，身家背景充滿了謎團。有時候會突然開莫名其妙的玩笑。身負作為管家的強大使命感，如賢妻良母般打點著理事長和鹿島兄弟的生活起居。意外地和兔田成了酒友。
狼谷靜（聲：三瓶由布子（日本）；謝潔貞（香港））
國中部理科老師。鷹與隼的母親，性格大方豪爽，常稱隼為蠢兒子，並動手揍他，目前離婚單身。
熊塚彌生（聲：種崎敦美（日本）；梁少霞（香港））
話劇社社團顧問。奇凜的母親，為人文靜優雅，渾身帶有陰沉的氣息，但對話劇異常執著並滿腔熱忱，也是讓龍一男扮女裝的元兇。
狸塚海（聲：齋藤彩夏（日本）；魏惠娥（香港））
體育老師，體操社顧問。拓馬與數馬的母親，總是笑瞇瞇且性格有些大而化之，很會哄兒子。常常帶著兒子一起觀賞老公演的電視劇，舊姓「桃賀」（日文讀音與鼯鼠相似）。
猿渡由加里（聲：鎌倉有那（日本）；曾秀清（香港））
高中職員室老師。美鳥的母親，性格溫和的氣質美女。懷孕時曾受兔田照顧而與其關係良好，曾帶龍一同虎太郎一起跟蹤兔田以觀察他的私生活。
蛇原泰造
高中部化學老師。狼谷靜的前夫、隼與鷹的父親。性格嚴謹嘮叨，即便對象是親生兒子亦毫不通融。尚未與年幼的鷹相認，但一到特定節日便會匿名寄送禮物給鷹，並在大小地方默默關心隼的生活。喜愛甜食，因緣際會下結識了鷹，並被鷹單方面當作朋友。

### 學生
豬又麻理亞（聲：明坂聰美（日本）；吳羡婷（香港））
學年第一的特進班高材生。不擅與人相處，說話太過直接，在學校總是獨來獨往，嚴肅的外表下有顆渴望友情的心。從小到大總以課業為重而缺少娛樂，一板一眼的性格導致許多人對她敬而遠之，事實上卻很單純，也有些笨拙。因為一次契機漸漸開始在保姆社出現。不太表露自己真實的感情，也未曾察覺自己暗戀龍一的心意。後來以龍一和孩子們為契機終於鼓起勇氣在人際方面跨出一步，很喜歡來保姆社和孩子們一起玩。並與同樣暗戀龍一的牛丸締結了深厚的友誼。現屬烹飪社。
牛丸雪（聲：本渡楓（日本）；廖杏茵（香港））
龍一的同班同學，豬又的友人。很受男孩子的歡迎，胸部很大，暗戀龍一。性格溫柔內向，不擅長與小孩子相處；後透過龍一的提點及豬又的陪伴，終於克服對幼童的恐懼並與褓母室的孩子們打成了一片，網球社成員。
山羊朋也（聲：染谷俊之（日本）；梁偉德、曾佩儀（童年）（香港））
特進班，全校最受女孩子歡迎的美男。雖有著俊美的外表但相較女性更容易對小孩子動心，一見孩子們的可愛模樣鼻子便會血流不止，被根津一家稱為變態。但其實個性溫柔，時常一邊流鼻血一邊給予孩子們必要的幫助。和中吉感情深厚。
根津中吉（聲：太田基裕（日本）；李安邦、曾秀清（童年）（香港））
特進班，學年第二，亦很受女孩子歡迎。根津家的次子，家中一共六兄妹，性格成熟穩重、寡言能幹，家境貧窮，平時忙於打工及照顧弟妹卻能維持全年級第二名的好成績，心思細膩面面俱到，是深受弟妹敬佩的兄長，特別疼愛妹妹恭子。和山羊從小學時代起就是好友，十分厭煩山羊熱愛小孩到近乎變態的性格。相當喜歡玩雲霄飛車。
犬井博幸（聲：細谷佳正（日本）；鍾見麟（香港））
龍一等人的學長，高中部二年級。曾誤以為猿渡老師丈夫已死而暗戀對方，後因誤會解開而放棄但心中依然有所留戀。在文化祭時對女裝龍一一見鍾情，後知是龍一所扮而深受打擊，雖然放棄腦海中卻時常浮現女裝龍一的身影。屢次頭戴紙袋暗中幫助虎太郎，深受虎太郎信賴。
犬井實香
犬井學長的妹妹，目前就讀國中部。暗戀隼，平時與哥哥打打鬧鬧，雖將犬井學長視作難以尊敬的兄長但兩人其實是一對懂得互相關心的兄妹。
嘘川（聲：本橋大輔（日本）；李凱傑（香港））
龍一的同班同學。
貓田
跟犬井學長關係很好的同班同學，辣妹型女子，似乎對犬井學長抱有好感。

### 其他
熊塚悟（聲：村田太志（日本）；李致林（香港））
熊塚奇凜的父親，職業為攝影師。是個深愛妻女的傻爸爸，個性稍顯輕浮，搭訕的話語十分流利；對女性十分溫柔，但對於靠近自己女兒的男性（特別是龍一等人及褓母社的小朋友）卻抱有強烈的敵意。非常喜歡自己的老婆，常常表白卻總被打擊。
狸塚恒介（聲：日野聰（日本）；周倚天（香港））
狸塚拓馬與數馬的父親，知名男演員，深受女性歡迎。時常眼泛淚光並缺乏身為父親的架勢，毫無自信可言。非常喜歡自己的老婆，並喜愛得到其稱讚。
猿渡豐（聲：藤沼建人（日本）；葉振聲（香港））
猿渡美鳥的父親，考古學家。性格憨厚的大叔，留著一把蓬鬆的大鬍子。後因介意褓母室其他父親都較為年輕而把鬍子剃了，反而讓美鳥差點認不出來。
根津大吉
根津家的大哥，個性耿直卻十分冒失，經常弄壞東西還使自己受傷。認為中吉雖然可靠，還是需要更依賴身邊的人。

根津小吉
根津家排行第三，就讀小學五年級。仰慕哥哥中吉，曾因一直被人跟優秀的哥哥比較而單方面遷怒中吉，後主動道歉和好。
根津末吉（聲：朝井彩加（日本）；蔡惠萍（香港））
吉的雙胞胎哥哥，小學三年級。在學校人緣很好、朋友多，個性和吉比起來較為堅強獨立。即使如此仍然把吉視為最好的同伴。仰慕哥哥中吉，並經常在別人前稱讚他。
根津吉（聲：藤原夏海（日本）；謝潔貞（香港））
末吉的雙胞胎弟弟。末吉的優秀常讓吉感到不甘心，既欽佩又嫉妒，然而真正在乎的是自己在末吉身邊的位置。雖然個性較為怯弱愛哭，依然有堅強的一面。和末吉是兄弟、對手也是朋友。仰慕哥哥中吉，並經常在別人前稱讚他。
根津恭子
根津家的老么且為唯一的女兒，小學一年級。受到兄長們的保護，但仍然渴望有同性玩伴，後來在山羊的幫助下和奇凜成為朋友。相比任性調皮的兄長們，是個心思細膩溫柔的女孩，會為哥哥中吉分擔家務，特別受到中吉的疼愛。知道山羊在變態底下溫和體貼的一面。
雲流紺
與理事長就讀同所女校的舊識，有著一張狐狸般的長臉，被理事長稱為「女狐狸」。非常了解理事長刀子嘴豆腐心的性格，目前經營溫泉民宿。
小玉子
貓田學姊的妹妹，有像貓咪一樣的大眼睛，行為古怪，不太會說話。被犬井學長戲稱為妖怪。喜歡虎太郎。
桃賀 望海
狸塚海的父親，拓馬與數馬的外公。一臉兇惡相但其實相當疼愛外孫。面對外孫與保母社的孩子們也會展露笑容。初登場時被誤以為是黑社會，但其實是一名退休警察，並且有空手道八段的資歷。

## 出版書籍
| 冊數 | 白泉社        | 白泉社                                                   | 東立出版社     | 東立出版社             | 東立出版社     | 東立出版社             |
| 冊數 | 發售日期      | ISBN                                                     | 發售日期       | ISBN                   | 發售日期       | ISBN                   |
| ---- | ------------- | -------------------------------------------------------- | -------------- | ---------------------- | -------------- | ---------------------- |
| 1    | 2010年4月30日 | ISBN 978-4-592-19171-1                                   | 2011年6月20日  | ISBN 978-986-10-7608-9 | 2011年6月20日  | ISBN 978-962-955-802-4 |
| 2    | 2010年11月5日 | ISBN 978-4-592-19172-8                                   | 2011年9月7日   | ISBN 978-986-10-7609-6 | 2011年9月8日   | ISBN 978-962-955-911-3 |
| 3    | 2011年4月5日  | ISBN 978-4-592-19173-5                                   | 2012年2月29日  | ISBN 978-986-10-7841-0 | 2012年2月24日  | ISBN 978-962-955-946-5 |
| 4    | 2011年9月5日  | ISBN 978-4-592-19174-2                                   | 2012年9月26日  | ISBN 978-986-10-8885-3 | 2012年9月28日  | ISBN 978-962-955-985-4 |
| 5    | 2012年3月5日  | ISBN 978-4-592-19175-9                                   | 2013年4月25日  | ISBN 978-986-10-9965-1 | 2013年5月2日   | ISBN 978-988-228-059-5 |
| 6    | 2012年8月3日  | ISBN 978-4-592-19176-6                                   | 2013年9月27日  | ISBN 978-986-317-878-1 | 2013年12月18日 | ISBN 978-988-228-092-2 |
| 7    | 2013年3月5日  | ISBN 978-4-592-19177-3                                   | 2014年5月13日  | ISBN 978-986-332-509-3 | 2014年5月17日  | ISBN 978-988-228-141-7 |
| 8    | 2013年8月5日  | ISBN 978-4-592-19178-0                                   | 2014年11月20日 | ISBN 978-986-337-523-4 | 2014年11月20日 | 改以台灣版發售         |
| 9    | 2014年4月4日  | ISBN 978-4-592-19179-7                                   | 2015年9月10日  | ISBN 978-986-348-834-7 | 2015年9月10日  | 改以台灣版發售         |
| 10   | 2014年10月3日 | ISBN 978-4-592-19570-2                                   | 2016年3月10日  | ISBN 978-986-382-328-5 | 2016年3月10日  | 改以台灣版發售         |
| 11   | 2015年4月3日  | ISBN 978-4-592-19571-9                                   | 2016年11月7日  | ISBN 978-986-431-247-4 | 2016年11月17日 | 改以台灣版發售         |
| 12   | 2015年11月5日 | ISBN 978-4-592-19572-6                                   | 2017年1月19日  | ISBN 978-986-462-595-6 | 2017年2月9日   | 改以台灣版發售         |
| 13   | 2016年8月5日  | ISBN 978-4-592-19573-3                                   | 2017年10月6日  | ISBN 978-986-482-053-5 | 2017年10月19日 | 改以台灣版發售         |
| 14   | 2017年4月5日  | ISBN 978-4-592-19574-0                                   | 2018年2月5日   | ISBN 978-986-486-167-5 | 2018年2月20日  | 改以台灣版發售         |
| 15   | 2017年10月5日 | ISBN 978-4-592-19575-7                                   | 2019年1月19日  | ISBN 978-957-9652-78-0 | 2019年2月11日  | 改以台灣版發售         |
| 16   | 2018年1月4日  | ISBN 978-4-592-10585-5（特裝版） ISBN 978-4-592-19576-4  | 2019年5月13日  | ISBN 978-957-26-0632-2 | 2019年5月22日  | 改以台灣版發售         |
| 17   | 2018年3月5日  | ISBN 978-4-592-10591-6（特裝版） ISBN 978-4-592-19577-1  | 2019年10月25日 | ISBN 978-957-26-0993-4 | 2019年11月6日  | 改以台灣版發售         |
| 18   | 2018年12月5日 | ISBN 978-4-592-19578-8                                   | 2020年10月19日 | ISBN 978-957-26-2596-5 | 2020年10月31日 | 改以台灣版發售         |
| 19   | 2019年7月5日  | ISBN 978-4-592-19579-5                                   | 2021年11月18日 | ISBN 978-957-26-4157-6 |                | 改以台灣版發售         |
| 20   | 2020年4月3日  | ISBN 978-4-592-19580-1                                   | 2022年6月20日  | ISBN 978-957-26-5144-5 |                | 改以台灣版發售         |
| 21   | 2020年12月4日 | ISBN 978-4-592-22091-6                                   | 2023年7月24日  | ISBN 978-957-26-6275-5 |                | 改以台灣版發售         |
| 22   | 2021年10月5日 | ISBN 978-4-592-10627-2 （特裝版） ISBN 978-4-592-22092-3 | 2024年5月17日  | ISBN 978-957-26-8377-4 |                | 改以台灣版發售         |
| 23   | 2022年7月5日  | ISBN 978-4-592-22093-0                                   | 2025年5月5日   | ISBN 978-626-7185-32-2 |                | 改以台灣版發售         |
| 24   | 2023年5月2日  | ISBN 978-4-592-10632-6 （特裝版） ISBN 978-4-592-22094-7 |                |                        |                |                        |
| 25   | 2024年3月5日  | ISBN 978-4-592-22095-4                                   |                |                        |                |                        |
| 26   | 2024年12月5日 | ISBN 978-4-592-22211-8                                   |                |                        |                |                        |

## 電視動畫
於《LaLa》2017年5月號發表製作電視動畫的消息。2018年1月起首播。

### 製作人員
- 監督：森下柊聖
- 系列構成：柿原優子
- 人物設計：大澤美奈
- 音響監督：本山哲（日语：本山哲 (音響監督)）
- 音樂：川田瑠夏
- 動畫製作：Brain's Base
- 製作：「學園」製作委員會

### 主題曲
片頭曲「Endless happy world」
作詞：畑亞貴，作曲、編曲：渡邊拓也，主唱：小野大輔
片尾曲
作詞：松藤量平，作曲：藤本記子，編曲：福富雅之，主唱：（西山宏太朗、梅原裕一郎）

### 各話列表
| 話數 | 日文標題 | 中文標題 | 劇本     | 分鏡     | 演出     | 作畫監督                      |
| ---- | -------- | -------- | -------- | -------- | -------- | ----------------------------- |
| 1話  |          | 其之一   | 柿原優子 | 森下柊聖 | 後藤圭二 | 大澤美奈                      |
| 2話  |          | 其之二   | 柿原優子 | 森下柊聖 | 真野玲   | 新保卓郎                      |
| 3話  |          | 其之三   | 柿原優子 | 高橋謙仁 | 高橋謙仁 | 川島尚、田中良（動作）        |
| 4話  |          | 其之四   | 柿原優子 | 森下柊聖 | 石踊宏   | 相坂直樹                      |
| 5話  |          | 其之五   | 柿原優子 | 西森章   | 真野玲   | 新保卓郎、田中良（動作）      |
| 6話  |          | 其之六   | 柿原優子 | 石踊宏   | 石踊宏   | 加藤壯                        |
| 7話  |          | 其之七   | 柿原優子 | 大宙征基 | 高橋謙仁 | 松本健太郎、鈴木信一          |
| 8話  |          | 其之八   | 柿原優子 | 森下柊聖 | 石踊宏   | 相坂直樹                      |
| 9話  |          | 其之九   | 柿原優子 | 森下柊聖 | 真野玲   | 新保卓郎、田中良（動作）      |
| 10話 |          | 其之十   | 柿原優子 | 石踊宏   | 石踊宏   | 川島尚                        |
| 11話 |          | 其之十一 | 柿原優子 | 高橋謙仁 | 高橋謙仁 | 本橋秀之、山川拓己 鈴木信一   |
| 12話 |          | 其之十二 | 柿原優子 | 森下柊聖 | 後藤圭二 | 松本健太郎、渋谷一彦 大沢美奈 |

### 播放單位
| 播放地區 | 播放電視台 | 播放日期              | 播放時間（UTC+9）         | 所屬聯播網 | 備註           |
| -------- | ---------- | --------------------- | ------------------------- | ---------- | -------------- |
| 東京都   | TOKYO MX   | 2018年1月7日－3月25日 | 星期日 23時00分－23時30分 | 獨立局     |                |
| 兵庫縣   | SUN電視台  | 2018年1月9日－3月27日 | 星期二 24時00分－24時30分 | 獨立局     |                |
| 日本全國 | BS11       | 2018年1月9日－3月27日 | 星期二 24時30分－25時00分 | BS衛星頻道 | 『ANIME+』時段 |

| 刊登期間               | 刊登時間             | 刊登網站 | 備註 |
| ---------------------- | -------------------- | --- | ---- |
| 2018年1月10日－3月28日 | 星期三 12時00分 更新 | Amazon Video \| GYAO！Store \| J:COM On-Demand \| TSUTAYA TV \| DMM.com \| niconico頻道 \| 萬代頻道 \| Anime放題 \| d動畫商城 \| dTV \| HAPPY！動畫 \| Video Pass \| milplus \| Movie Full Plus \| 光TV \| U-NEXT \| Rakuten TV \| LEO-NET Video Market |      |

| 香港 翡翠台 星期二、三 17:20－17:50 節目                   | 香港 翡翠台 星期二、三 17:20－17:50 節目       | 香港 翡翠台 星期二、三 17:20－17:50 節目 |
| ---------------------------------------------------------- | ---------------------------------------------- | ---------------------------------------- |
|                                                            | 湊B同學仔 （2018年7月17日－8月22日）           |                                          |
| 變身少女花啦啦                                             | 星光樂園III                                    |                                          |
| 香港 翡翠台 星期日 10:00－10:30 節目 2020年1月26日暫停播映 |                                                |                                          |
| 旋風忍者                                                   | 湊B同學仔 重播 （2019年12月8日－2020年3月1日） | 冰鎮企鵝仔 第6輯，第9－12集 重播         |

### BD／DVD
| 卷數 | 發行日期      | 收錄話數       | 規格編號  | 規格編號  |
| 卷數 | 發行日期      | 收錄話數       | BD        | DVD       |
| ---- | ------------- | -------------- | --------- | --------- |
| 1    | 2018年3月23日 | 第1話、第2話   | BCXA-1351 | BCBA-4897 |
| 2    | 2018年4月24日 | 第3話、第4話   | BCXA-1352 | BCBA-4898 |
| 3    | 2018年5月25日 | 第5話、第6話   | BCXA-1353 | BCBA-4899 |
| 4    | 2018年6月22日 | 第7話、第8話   | BCXA-1354 | BCBA-4900 |
| 5    | 2018年7月27日 | 第9話、第10話  | BCXA-1355 | BCBA-4901 |
| 6    | 2018年8月28日 | 第11話、第12話 | BCXA-1356 | BCBA-4902 |

## 備註
註釋
1. ↑  詳見漫畫第33話。

參考資料
1. 1 2 3 4 5 6 7 8 9 10  .   [2018-01-26]. （原始内容存档于2015-09-24） （日语）.
2. ↑  . Comic Natalie (株式會社Natasha).   [2018-01-26]. （原始内容存档于2017-10-10） （日语）.
3. ↑  . animate Times (animate).   [2018-01-26]. （原始内容存档于2021-09-02） （日语）.
4. 1 2 3  . 電視動畫「學園」官方網站.   [2018-01-26] （日语）.
5. ↑  . 電視動畫「學園」官方網站.   [2018-01-26] （日语）.
6. 1 2  . 電視動畫「學園」官方網站.   [2018-01-04] （日语）.

## 外部連結
- 學園｜白泉社（页面存档备份，存于）官方網站作品資訊 （日語）
- 電視動畫《學園奶爸》官方網站（页面存档备份，存于） （日語）
- 電視動畫《學園》官方的X（前Twitter） （日語）